# Meløy
Meløy és un municipi situat al comtat de Nordland, Noruega. Té 6,346 habitants (2018) i la seva superfície és de 873.89 km². El centre administratiu del municipi és el llogaret d'Ørnes. Els altres llogarets de Meløy són Eidbukta, Neverdal, Glomfjord, Halsa, Reipå, i Ågskardet.
El municipi de Meløy és una comunitat costanera que inclou moltes de les illes circumdants. Moltes parts del continent es van aïllar força fins que es van construir túnels durant el segle XX que les connectessin a la resta de Noruega. Algunes de les illes principals de Meløy són Meløya, Bolga, Mesøya, Støtt i Åmnøya. Åmnøya està connectada al continent a través del pont de Brattsund. Les altres illes només són accessibles en vaixell o en ferri. El Far de Kalsholmen es troba a la part sud-oest del municipi.
El Vestfjorden es troba al nord-oest de Meløy, i el Meløyfjorden, el Glomfjorden i el Holandsfjorden s'endinsen al continent a l'oest. El Parc Nacional de Saltfjellet-Svartisen està situat al sud-est a la serra de Saltfjellet, que envolta la glacera de Svartisen.